# Psychotria viridis

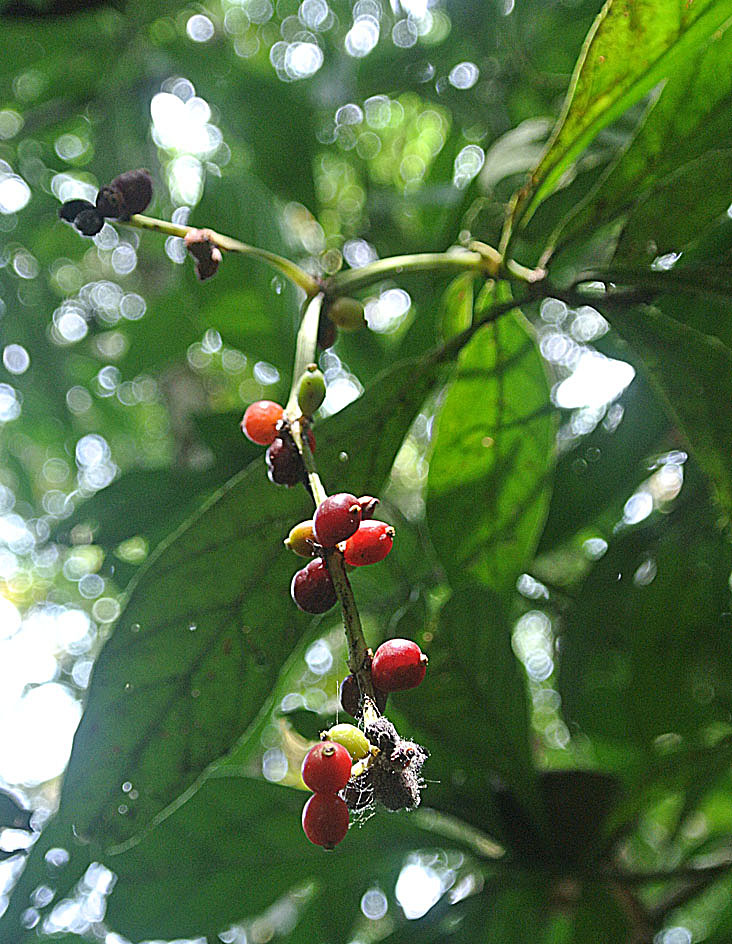
Frutos

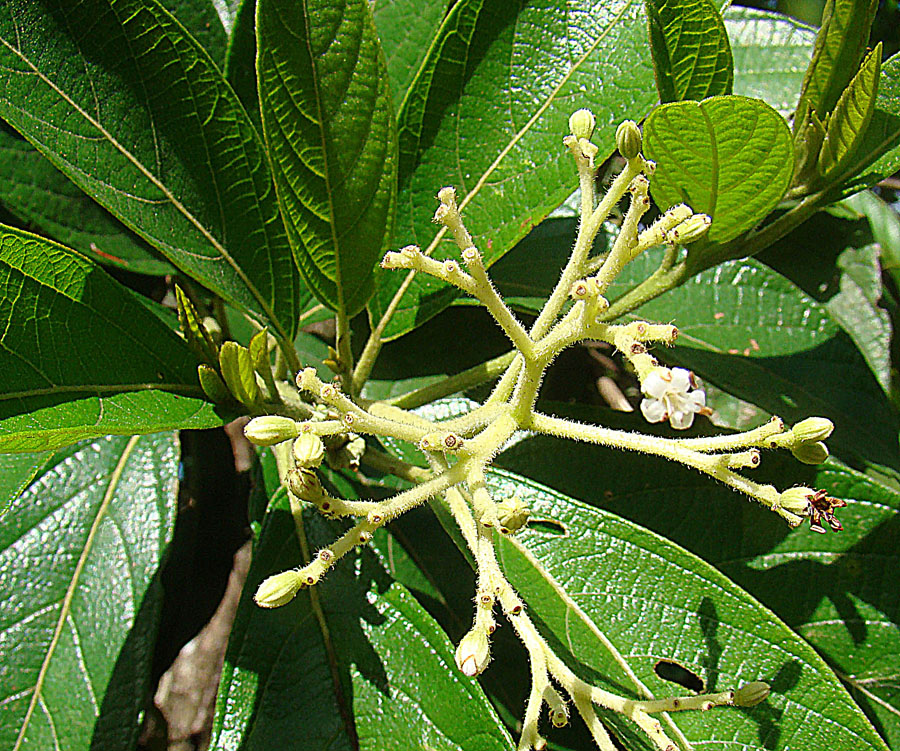
Inflorescencia

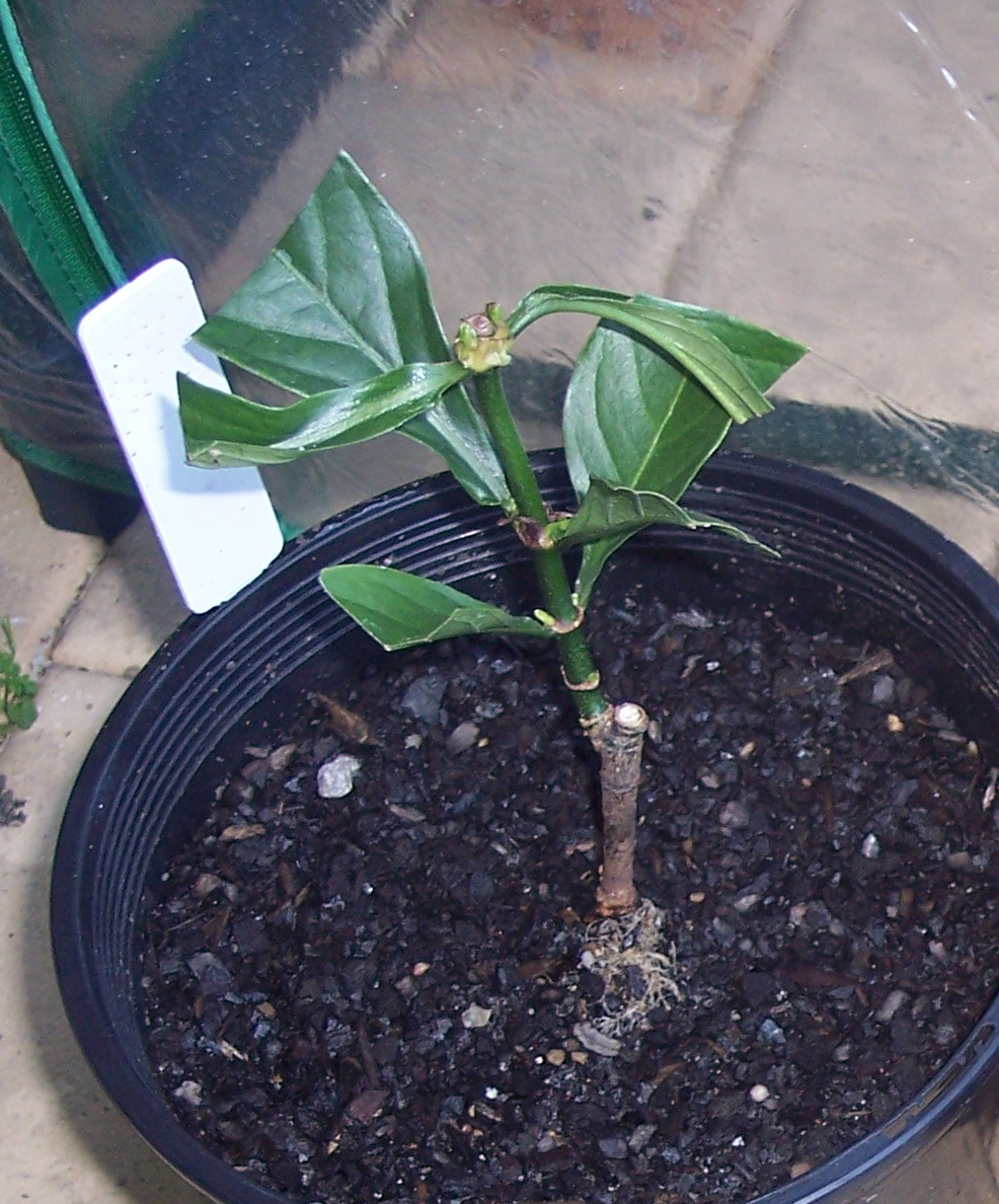
Vista de la planta

Psychotria viridis, conocida también como chacruna, chacrona o chaqruy en quechua, en donde traduce mezcla, es una especie botánica de arbusto, planta perenne, de la familia rubiaceae,
Junto al yagé (Banisteriopsis caapi), P. viridis es un insumo en la decocción de la bebida enteógena ayahuasca, utilizada en rituales indígenas en las selvas tropicales de Sudamérica y Panamá.
Algunos de los metabolitos secundarios producidos por la chacruna incluyen naftoquinonas, péptidos, benzoquinona, pigmentos y alcaloides, entre ellos la dimetiltriptamina (N,N-dimetiltriptamina, DMT o N,N-DMT).

## Descripción

### Tallos
A mitad y partes bajas del tallo, entre los puntos de inserción de las dos hoja opuestas hay una escama horizontal de 0,3-1 mm de ancho extendida entre las hojas (o escamas foliares) y a veces se conecta sobre los topes de esas escamas, y a lo largo de ellos hay una línea de finos tricomas, densos, usualmente pilosos, de 0,5–1 mm de largo, rojizos marrones cuando secos. El formato de esas estructuras es diagnóstica para muchas especies en el género Psychotria, no para sus especies i.e., esas estructuras distinguen Psychotria L. subg. Psychotria; otros subgéneros de Psychotria carecen de esos tricomas. Los tallos superiores de Psychotria viridis están oscurecidos por una estípula, que cubre los tricomas.

### Estípulas
Son estructuras foliares, que cubren y protegen a las hojas que vienen brotando y creciendo, luego caen. Las estípulas se producen en pares, y su forma es distintiva de Psychotria viridis: de 5–25 × 4–12 mm, elípticas, angulosas en el ápice, de texura papilosa a membranácea, ciliadas ( i.e., flequillosas) a lo largo de los márgenes superiores, y longitudinamente en collarín o alados, a lo largo de su mitad. Sin embargo, la forma y tamaño de la estípula es bastante variable entre diferentes plantas, y también depende del estadio de desarrollo de la estípula, y otros factores como ser si el tallo que produce es reproductivo o vegetativo.

### Hojas

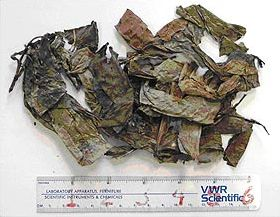
Hojas secas de Psychotria viridis

Tiene las hojas opuestas ( i.e., en pares a lo largo de los tallos), generalmente de 5–15 × 2–6 cm, elípticas o con frecuencia más ancho por arriba de la mitad, usualmente abruptamente angulosas en la base y en el ápice, papilosas, lisas o infrecuentemente con microscrópicos pelos en el envés, con 5–10 pares de nervaduras secundarias, y en el envés usualmente con foveolas (ver ítem siguiente). Las hojas están suspendidas sobre peciolos generalmente de 1–10 mm de largo.
Cuando se secan, sus hojas usualmente son grises o rojizas marrón. 

### Foveolas
Las foveolas son pequeñas bolsas en las hojas más bajas, cerca de la unión de las nervaduras secundarias con la nervadura central. Funcionan como cubierta de diminutos invertebrados como ácaros que viven en las hojas, y que aparentemente serían simbióticos con las plantas, teniendo protección en esas estructuras y comiendo hongos e invertebrados herbívoros que dañarían las hojas. Las foveolas (también llamadas domatia) se distinguen en Psychotria viridis y en otras pocas especies emparentadas: tienen generalmente 1,5–5 mm × 0,5–1 mm en la punta
Estas foveolas varían en forma entre diferentes plantas, y en número de hojas individuales, y a veces faltar de algunas hojas. Frecuentemente cada hoja desarrolla al menos un par de foveolas, que pueden estar cerrado en el ápice; las foveolas son más numerosas en hojas de tallos vegetativos que en los reproductivos.

## Taxonomía
Psychotria viridis fue descrita por Ruiz y Pav. y publicado en Flora Peruviana, et Chilensis 2: 61, t. 210, f. b. 1799.

#### Sinonimia
- Palicourea viridis (Ruiz & Pav.) Roem & Schult., 1819 [9]
- Psychotria glomerata Kunth, 1818
- Psychotria microdesmia Oerst., 1852
- Psychotria trispicata Griseb., 1862
- Uragoga glomerata (Kunth) Kuntze, 1891
- Uragoga microdesmia (Oerst.) Kuntze, 1891
- Uragoga trispicata Griseb. Kuntze, 1891
- Uragoga viridis (Ruiz & Pav.) Kuntze, 1891

## Importancia económica y cultural

### Importancia farmacológica
Psychotria vidris seca, contiene cerca de 0,1–0,66 % de alcaloides; donde aproximadamente 99 % es dimetiltriptamina (DMT), una triptamina. Se han hallado otros alcaloides: beta-carbolinas y MMT.

### Importancia medicinal
Se lo conoce primariamente en la medicina tradicional, como un principio indispensable de mezcla con la infusión con ayahuasca, usada en Sud y Panamá. 
Vegetalistas y sanadores de las regiones amazónicas de Brasil, Colombia, Ecuador y Perú, reconocen diferentes subvariedades de Psychotria viridis, basados en la ubicación de glándulas en el envés foliar.

## Nombres comunes
- Ecuador: amaru capanga[12]
- Perú: chacruna, chacrona (del quechua chaqruy, "para mezclar")[12]
- Kawa kui, oprito, sami ruca, and yagé
- Brazil: chacrona, rainha ("reina", em portugues)